# Shayne Reese
Shayne Leanne Reese (Ballarat, 15 de septiembre de 1982) es una nadadora australiana especializada en pruebas de estilo libre, donde consiguió ser medallista de bronce mundial en 2009 en los 4 x 100 metros.

## Carrera deportiva
En el Campeonato Mundial de Natación de 2009 celebrado en Roma ganó la medalla de bronce en los relevos de 4 x 100 metros estilo libre, con un tiempo de 3:33.01 segundos, tras Países Bajos (oro con 3:31.72 segundos que fue récord del mundo) y Alemania (plata con 3:31.83 segundos).